# Florestas da Serra do Mar
As Florestas da Serra do Mar ou Florestas costeiras da Serra do Mar compreendem uma ecorregião de floresta tropical definida pelo World Wide Fund for Nature no domínio da Mata Atlântica. Localiza-se em regiões escarpadas do litoral sudeste e sul do Brasil, compreendendo regiões dos estados de São Paulo, Paraná, Santa Catarina, Rio Grande do Sul, Rio de Janeiro, Espírito Santo e Minas Gerais. É um dos maiores centros de endemismo da Mata Atlântica e também possui os maiores trechos contínuos desse bioma no Brasil.

## Características

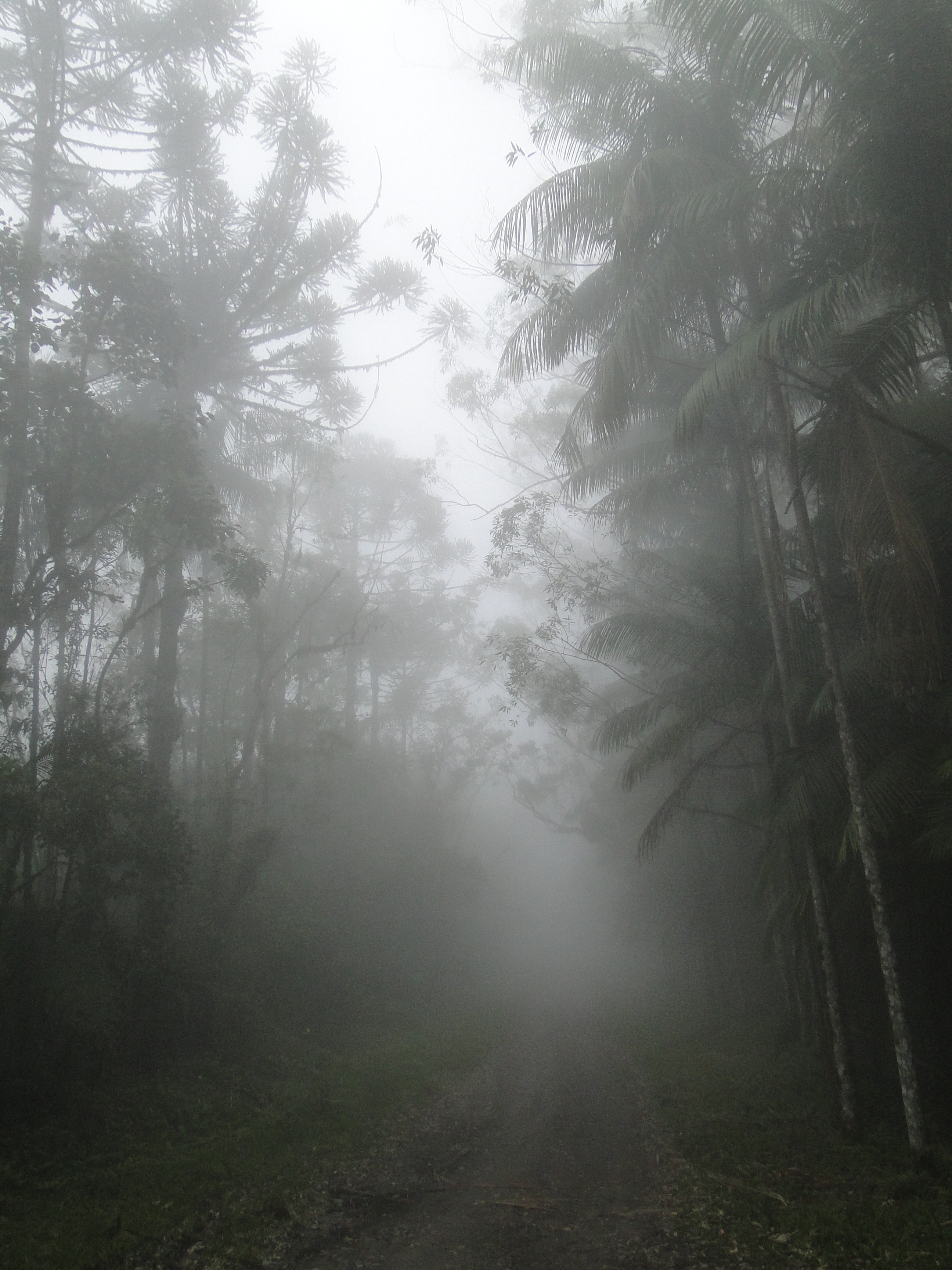
Floresta ombrófila densa montana na Estação Biológica de Boracéia.

A ecorregião localiza-se na área tropical, e de acordo com a classificação climática de Köppen-Geiger, o clima é o subtropical úmido (Cfa e Cwa). Isso confere um regime de chuvas durante o ano todo. As escarpas da Serra do Mar e da Serra da Mantiqueira possuem como fitofisionomia principal a floresta ombrófila densa. Por conta da altitude, os tipos de floresta ombrófila densa variam, desde a floresta de terras baixas (até 50m de altitude), com árvores de até 40 m de altura, até as florestas alta montana em altitudes mais elevadas (entre 1000 e 1200m).

## Fauna
Por conta de se localizar em uma região muito povoada, a fauna da ecorregião é relativamente bem conhecida. É um dos maiores centros de endemismo na Mata Atlântica, contando com um grande número de espécies de aves (628 espécies) e mamíferos (175 espécies). Só de primatas, são conhecidas 9 espécies, como o muriqui e duas espécies de mico-leões. Deve-se salientar que poucas espécies possuem uma distribuição restrita a essa ecorregião, com muitas espécies ocorrendo na Floresta Atlântica do Alto Paraná e nas Florestas Costeiras da Bahia. Nesta ecorregião se encontra uma "espécie bandeira" na preservação da Mata Atlântica brasileira, o mico-leão-dourado, que habita os remanescentes de floresta ombrófila densa de terras baixas no Rio de Janeiro.

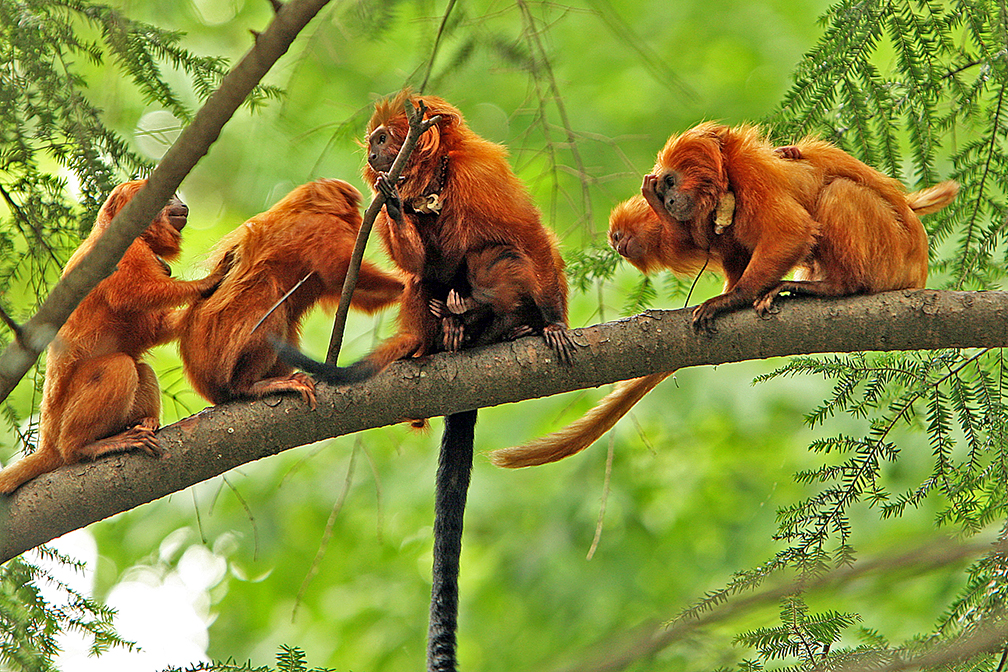
Mico-leão-dourado é uma espécie endêmica que se tornou uma "bandeira" na preservação da Mata Atlântica.

## Conservação

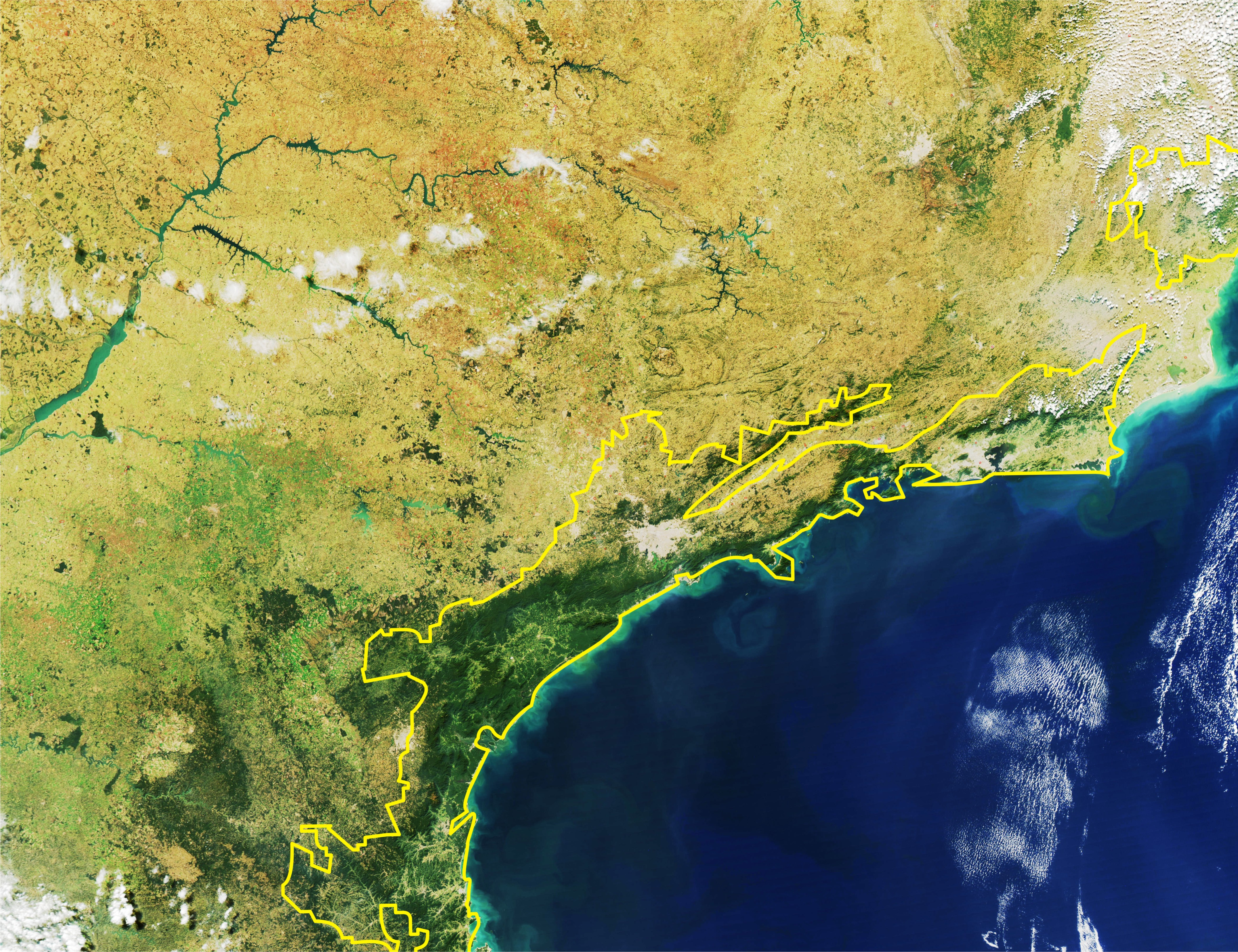
Imagem de satélite da ecorregião da Serra do Mar(linha amarela). Na imagem é possível observar os maiores trechos de floresta no estado de São Paulo.

Nesta ecorregião se encontram os maiores remanescentes contínuos de Mata Atlântica, com destaque ao estado de São Paulo, que possui cerca de 7 mil km² em unidades de conservação, como o Parque Estadual da Serra do Mar, com cerca de 3,5 mil km² de área.  Estes grandes fragmentos constituem uma área estratégica na conservação da biodiversidade, com a criação de corredores ecológicos.   De fato, o corredor ecológico da Serra do Mar é o que possui maiores chances de ser implementado, visto não só os grandes blocos de floresta mas a presença de unidades de conservação consolidadas, como o Parque Nacional da Serra da Bocaina. Entretanto, já foram desmatados cerca de 70% das florestas que outrora existiam nesta região.